# Castelli (Abruzzen)
Castelli ist eine italienische Gemeinde mit 944 Einwohnern und liegt in der Nähe von Isola del Gran Sasso d’Italia und Colledara in der italienischen Provinz Teramo. Die Gemeinde ist Mitglied der Comunità Montana Gran Sasso und der Vereinigung I borghi più belli d’Italia (Die schönsten Orte Italiens)

## Geografie
Zu den Ortsteilen (Fraktionen) zählen Befaro, Colledoro, Palombara, Santa Maria della Neve und Villa Rossi.
Die Nachbargemeinden sind: Arsita, Bisenti, Calascio, Castel Castagna, Castel del Monte und Isola del Gran Sasso d’Italia.
Die Gemeinde liegt rund 40 Kilometer vom Hauptort der Provinz, der Stadt Teramo und 50 Kilometer von der Adriaküste entfernt.

## Bevölkerungsentwicklung
| Jahr      | 1861 | 1881 | 1901 | 1921 | 1936 | 1951 | 1971 | 1991 | 2001 |
| --------- | ---- | ---- | ---- | ---- | ---- | ---- | ---- | ---- | ---- |
| Einwohner | 3022 | 3248 | 3719 | 3452 | 3849 | 3961 | 2131 | 1600 | 1391 |

Quelle: ISTAT

## Sehenswürdigkeiten
- Die Kirche Chiesa di San Donato

## Persönlichkeiten
- Felice Barnabei (1842–1922), Politiker und Archäologe
- Concezio Rosa (1824–1876), Mediziner und Archäologe